# Науру во Второй мировой войне
Участие Науру во Второй мировой войне было ознаменовано трёхлетней япо́нской оккупа́цией Нау́ру (26 августа 1942 — 13 сентября 1945), начавшейся со вторжения Японии на Науру, тогда находившееся под управлением Австралии. Во время боевых действий острова́, расположенные на границе японских морских владений, были стратегически важными объектами для Японской империи. Поэтому японскому Императорскому флоту была поставлена задача обороны этих островов от войск антияпонской коалиции (США и Британской империи).
Японское командование планировало использовать запасы фосфоритов острова Науру, для чего наращивало здесь свою оборону. Несмотря на то, что поставки фосфоритов так и не были налажены, японской армии удалось создать на острове мощный гарнизон, который армия союзников не решилась атаковать напрямую. Аэродром, построенный японцами, стал главной целью авиаударов авиации союзных войск.
Местное население сильно пострадало от оккупации, так как японцы установили на острове жёсткий режим. Внизу иерархии находились китайские рабочие, завезённые на остров. Некоторые местные жители были депортированы на Трук. Также население Науру и завезённые сюда рабочие страдали от нехватки продовольствия.
Несмотря на то, что остров подвергался ударам авиации и артиллерии военных кораблей, японский гарнизон не сдавался ещё 11 дней после капитуляции Японской империи.

## Остров в довоенное время

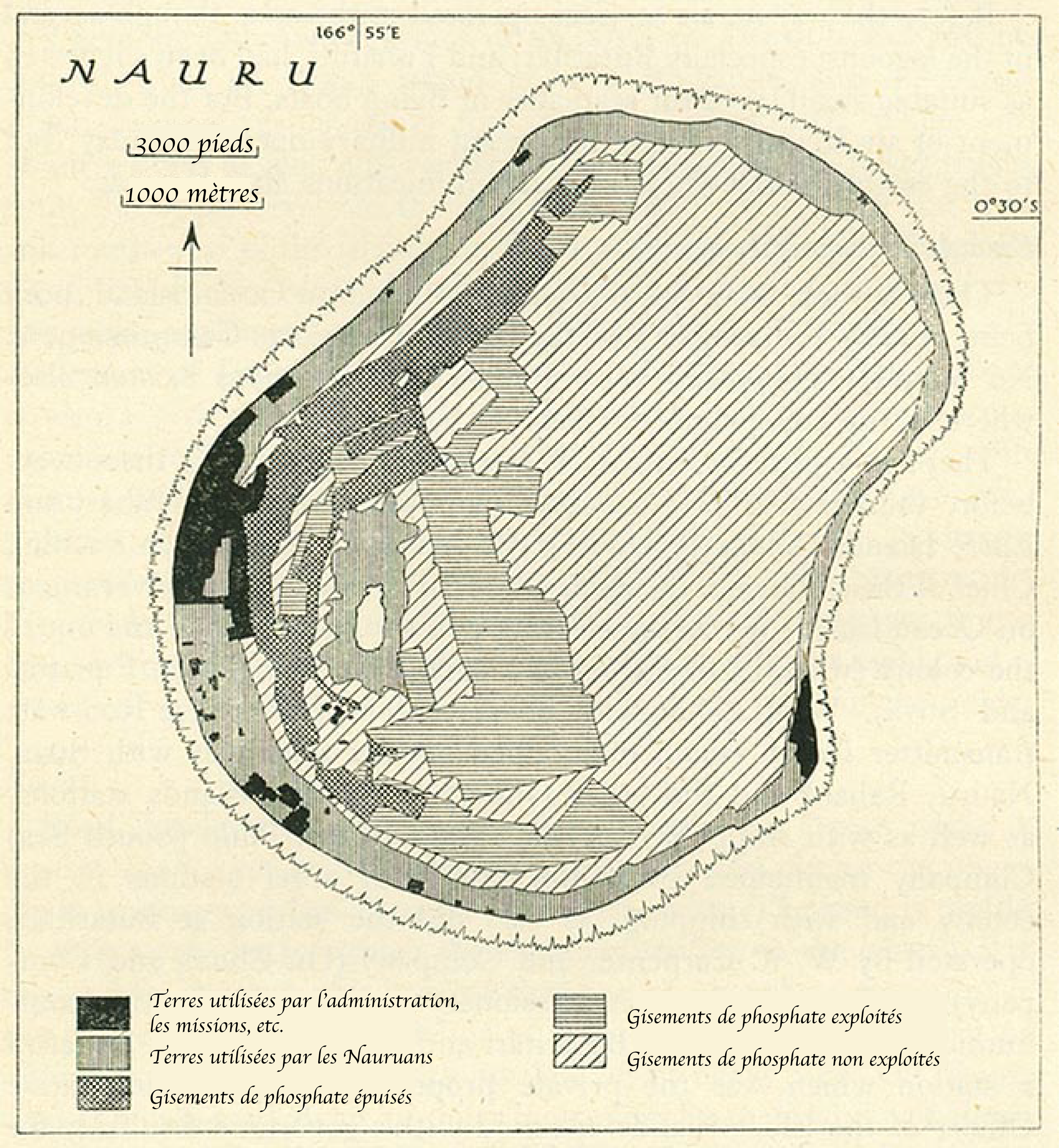
Карта добычи фосфоритов на Науру

Добыча полезных ископаемых на острове началась в 1906 году, в то время, когда остров был частью германской колониальной империи. Добываемое здесь сырьё было одним из самых качественных в мире и использовалось для производства удобрений, что делало месторождения острова важными для сельского хозяйства Австралии и Новой Зеландии. В результате Первой мировой войны Науру, прежде являвшееся частью Германской Новой Гвинеи, 17 декабря 1920 стало мандатной территорией Лиги Наций под управлением Австралии (формально вместе с Великобританией и Новой Зеландией). Британская фосфатная комиссия вместе с австралийскими властями и христианскими миссионерами придерживалась патерналистских принципов управления местными жителями. Те, в свою очередь, предпочитали занятие традиционными промыслами; работа по добыче фосфоритов их не привлекала. Вместо использования местной рабочей силы компания завозила на остров бесправных наёмных работников, главным образом китайцев и аборигенов других тихоокеанских островов.
Островитяне зависели от австралийской экономики, так как оттуда на остров импортировались товары. Начиная с 1920 года за труд по добыче фосфоритов науруанцы начали получать заработную плату, которая покрывала их потребности, но являлась заниженной по сравнению с реальной стоимостью такого труда. Местное население страдало от заболеваний, завезённых европейцами, однако уже 26 октября 1932 года численность коренных науруанцев достигла 1,5 тыс. человек (как тогда полагали — минимальной численности, необходимой для физического выживания нации). По сей день науруанцы отмечают эту дату как День Ангама.
Несмотря на значимость Науру для Австралии и Новой Зеландии, остров не был защищён в военном плане, так как условия мандата Лиги наций запрещали австралийским властям возводить береговые оборонительные сооружения. Географически изолированный остров не был прикрыт австралийским флотом и находился вне зоны патрулирования военной авиации. Тем не менее, до начала войны на тихоокеанском театре военных действий Науру, как считалось, ничто не угрожало.
Япония получила контроль над крупной мандатной территорией в южной части Тихого океана, и развитие земледелия на управляемых Японией островах поддерживалось удобрениями, производимыми из сырья, добываемого на Науру.
| Китайцы    | Белые | Население с тихоокеанских островов | Всего иммигрантов | Науруанцы | Всего |
| ---------- | ----- | ---------------------------------- | ----------------- | --------- | ----- |
| 1350       | 192   | 49                                 | 1591              | 1761      | 3552  |
| Источник : |       |                                    |                   |           |       |

## Атаки на Науру

### Германские атаки Науру

Схема атак крейсеров

Вторая мировая война затронула Науру в 1940 году. В это время два немецких вспомогательных крейсера, замаскированных под грузовые суда, отправились к острову. Их целью было расстроить поставки фосфоритов. «Орион», «Комет» и корабль снабжения «Кульмерланд» были направлены сюда с целью уничтожения транспортной инфраструктуры. Вследствие плохих погодных условий они не смогли совершить высадку десанта на острове, но им удалось затопить несколько торговых судов. 27 декабря «Комет» подошёл к острову, и, несмотря на то, что высадка не состоялась, расстроил горнодобывающие работы и скрылся невредимым. Администратором острова и командиром его обороны был Фредерик Ройден Чалмерс, бывший полковник австралийской армии и участник Первой мировой войны.

### Объявление войны Японией
Для японцев остров был важен по двум причинам: во-первых, они были заинтересованы в захвате богатых фосфоритных месторождений острова, во-вторых, остров мог бы стать базой для самолётов, совершающих удары по островам Гилберта и морским конвоям между Австралией и США.
8 декабря (на Гавайях и в США ещё было 7 декабря) 1941 года японские войска атаковали голландские, австралийские, американские и британские базы в Тихом океане. В тот же день над Науру был замечен японский самолёт наблюдения. Первая атака состоялась 9 декабря: три японских самолёта, взлетевшие с авиабазы на Маршалловых островах, произвели бомбардировку здания связи острова, но безуспешно. Наблюдатели с острова Банаба предупредили науруанцев об атаке, и последние успели укрыться перед её началом. На следующий день один самолёт совершил новую атаку на здание связи. Через два дня авиация наконец уничтожила цель. В течение этих трёх дней на станцию была сброшена 51 бомба. Губернатор острова, Фредерик Чалмерс, направил в Канберру сообщение о том, что горнодобывающее оборудование не пострадало, так как очевидно, что японское командование намеревается захватить остров для получения доступа к месторождению. Без связи остров был отрезан от мира. Корабль «Триенца», следовавший на Науру, был отозван обратно. До конца февраля 1942 года производилось наблюдение за японскими самолётами, пролетавшими над островом.
В других районах Тихого океана японские войска уже продвинулись вперёд. В начале 1942 года были оккупированы острова Гилберта, расположенные юго-восточнее Науру, был захвачен порт Рабаул, находящийся юго-западнее острова. Остров Науру был изолирован. Бомбардировка Дарвина показала, что Японская империя нацелена на захват Австралии, что стало причиной обеспокоенности науруанцев.

### Эвакуация

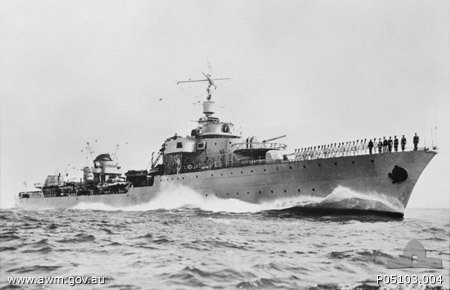
Французский эсминец «Триумфант», эвакуировавший жителей

После вступления Великобритании в войну с Японией руководство Британской фосфатной комиссии призвало австралийское правительство оказать помощь в эвакуации сотрудников фирмы. Власти не спешили проводить эвакуацию, так как считали маловероятным, что Япония вторгнется на Науру: на острове отсутствовала посадочная полоса или порт, позволивший бы крупным кораблям причалить к берегу. Власти также опасались, что из-за эвакуации инженеров пострадает престиж Австралии в научной области. Окончательное решение об эвакуации было принято в конце января 1942 года. Первоначально предполагалось эвакуировать всех белых и китайцев. Для миссии был выбран эсминец «Триумфант» Свободных военно-морских сил Франции. Он встретился с транспортом «Триенца», укрытым в заливе на Малекула, Новые Гебриды и загруженным 50 тоннами груза. После принятия части груза «Триумфант» полным ходом отправился на Науру и прибыл на остров 23 февраля. Разгрузка и посадка людей на борт прошли быстро. Вопреки первоначальному плану, было решено взять на борт только часть китайского населения вследствие ограниченности места на боевом корабле. На борт были взяты: 61 белый, 391 китаец и 49 человек британского гарнизона. На Науру остался 191 китаец. Семь белых, в том числе Чалмерс и два миссионера, предпочли остаться на острове, так как сочли, что их долг — помочь островитянам. До эвакуации сотрудники Британской комиссии по добыче фосфоритов взорвали горнодобывающее оборудование.

## Японская оккупация

### Начало оккупации (1942 год)

#### Японское вторжение
Японское вторжение на острова Науру и Банаба проходило в рамках Операции «RY». Первоначально[уточнить] операция была запланирована на май 1942 года — после захвата Новой Гвинеи и Соломоновых островов в рамках Операции «Мо» и до захвата атолла Мидуэй в рамках операции «Ми».
Первая попытка высадки на острове была совершена 11 мая. Два минных заградителя, два эсминца и крейсер с десантом морской пехоты на борту под командованием контр-адмирала Киёхидэ Сима покинули Рабаул. На пути к Науру группа была атакована американской субмариной S-42, которая потопила заградитель «Окиносима». После того, как были обнаружены приближающиеся к Науру авианосцы «Хорнет» и «Энтерпрайз», операция была остановлена.
26 августа японские войска покинули острова Трук, а через 3-4 дня 43-й отряд гвардии[уточнить] высадился на Науру, не встретив сопротивления, и установил оккупационный режим. 17 сентября к нему присоединилась 5-я Специальная базовая армейская группа. К ноябрю 1942 года на острове находилось 11 офицеров и 249 японских солдат. 7 марта 1943 года командование гарнизоном взял капитан Такэнау Такеноути, но, вследствие болезни, он был прикован к постели в течение всего своего управления гарнизоном, и фактически войсками командовал лейтенант Хироми Накаяма, возглавлявший первую десантную операцию. Прибывший 13 июля капитан Хисаюки Соеда принял на себя командование гарнизоном и сохранял его до конца Второй мировой войны.
Пять австралийцев, решивших остаться на острове (подполковник Ф. Р. Чалмерс, доктор Б. Х. Куинн, помощник врача В. Ш. Шуг, а также инженер Ф. Хармер и инспектор В. Х. Доул, работавшие в компании по добыче фосфоритов) были заключены под охрану в доме, расположенном недалеко от местной больницы. Двум миссионерам, отцу Алоису Кайзеру и отцу Пьеру Кливазу, на неопределённый срок разрешили продолжить свою религиозную работу.

#### Новый порядок
Начальником островитян был назначен Тимоти Детудамо. Науруанцам под угрозой расправы было приказано подчиняться ему. Во время оккупации он исполнял приказы японского командования.
Японцы реквизировали несколько домов, оставленных их жителями после выселения, а также все транспортные средства, принадлежащие науруанцам. Они установили систему распределения продовольствия, согласно которой японские рабочие и науруанцы имели право на 900 граммов риса и 45 граммов говядины в день. Китайцы получали меньше еды. Все мужчины были обязаны работать на японцев, и вместе с корейскими и японскими рабочими немедленно были отправлены на работу — строительство взлётно-посадочной полосы. Строительство проходило быстрыми темпами, а принуждённых рабочих подвергали телесным наказаниям, если они не могли работать так быстро, как требовалось.
Японское управление на Науру не было столь жёстким, как на других оккупированных территориях. Пропагандой, образовательными программами и развлечениями оккупанты пытались привлечь островитян на свою сторону. Они открыли японскую школу на острове и приглашали на свои праздники исполнителей традиционных науруанских танцев, что приносило островитянам дополнительный заработок. Оккупанты предпочли не вмешиваться в работу двух европейских священников, которые имели большое влияние среди населения, и разрешили религиозные службы. Военные также оставили некоторых сотрудников прежней администрации на своих постах. Однако, японцы были особенно суровы с китайцами, которые находились на дне расовой иерархии в восприятии японцев. Китайцы чаще и жёстче подвергались телесным наказаниям.

#### Военное строительство

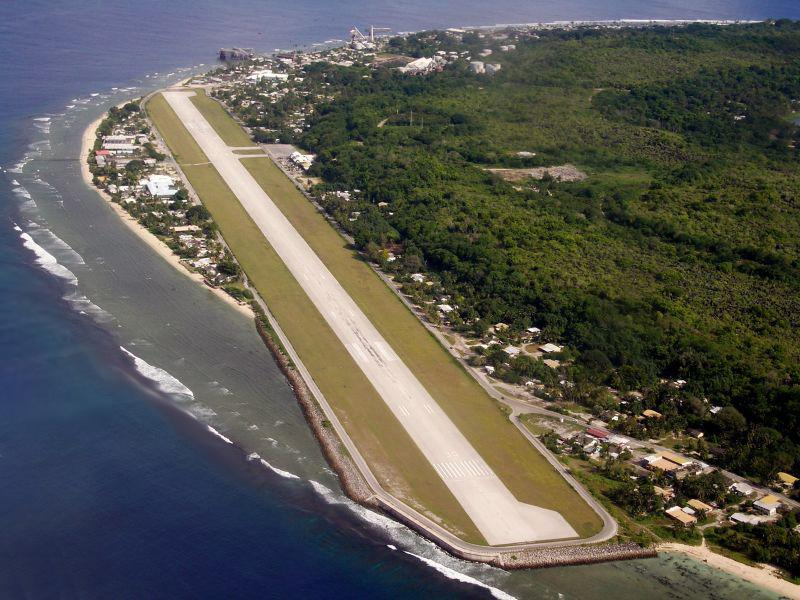
Национальный аэропорт Науру был сооружён японцами в период оккупации

Организация обороны острова была первейшей задачей оккупационных войск. Японцы разместили вдоль побережья позиции 152-мм артиллерийских орудий, а на хребте Комманд-Ридж установили 12,7-мм зенитные пулемёты. На пляжах были построены ДОТы, в глубине острова созданы бункеры и подземный госпиталь. Шло строительство взлётно-посадочной полосы, на которое были затрачены усилия 1500 японских и корейских рабочих, а также местных жителей, население с островов Гилберта и из Китая. Аэродром был введён в строй в январе 1943 года. Из-за строительства многие островитяне, проживавшие в районах Ярен и Боэ, наиболее комфортных для жизни, были выселены. Также началось строительство аэродромов в округах Мененг и Анабар, но закончено оно не было.
Одной из целей вторжения японцев был захват месторождений фосфоритов. Через несколько дней после своей высадки оккупанты привлекли 72 сотрудника компании Нанъё Кохацу для оценки состояния оборудования, взорванного австралийцами до эвакуации. Японцы восстановили часть оборудования и принудили китайцев начать горные работы. В июне 1943 года японские инженеры покинули остров из-за разногласий с военными. По-видимому, во время японской оккупации не было отправлено ни одной партии сырья.
Поэтому остров использовался как форпост японской обороны.

### 1943—1944 годы

#### Американское наступление
К тому времени, как была проведена атака на Науру, японское наступление на Тихом океане было остановлено: японская армия была измотана сражениями в Коралловом море, за залив Милн и за атолл Мидуэй. Когда в 1943 году американцы высадились на Маршалловых островах и на островах Гилберта, расположенных в непосредственной близости от Науру, гарнизон острова начал укрепление обороны, однако Объединённый комитет начальников штабов США принял решение воздержаться от высадки на острове. Историк Сэмюэль Эллиот Морисон писал:

Было неразумно оставлять остров с аэродромом, расположенный в 380 милях от Таравы, врагу. Чем больше Науру исследовали, тем менее популярной была идея атаковать остров. Науру — сплошной остров без гавани или лагуны, в форме шляпы, с узкой прибрежной полосой; здесь противник разместил свой аэродром и береговую артиллерию. Холмистый рельеф изобиловал подземными полостями и пещерами, а также карьерами, где добывались фосфориты — излюбленная для японцев местность для обороны
Оригинальный текст (англ.)it seemed unwise to leave an island with an airfield only 380 miles from Tarawa in enemy hands. But, the more Nauru was studied, the less anyone liked the idea of assaulting it. For Nauru is a solid island with no harbour or lagoon, shaped like a hat with a narrow brim of coastal plain where the enemy had built his airfield, and a crown where he had mounted coast defence artillery. The hilly interior was full of holes and caves where phosphate rock had been excavated — just the sort of terrain that the Japanese liked for defensive operations.

Несмотря на то, что высадка была отложена, остров подвергся бомбардировке с воздуха. Снабжать наступающие американские войска становилось всё труднее. С середины ноября 1943 года американцы в течение шести недель бомбили Науру. Главной целью был аэродром. С декабря 1943 года по январь 1945 года воздушные налеты происходили почти ежедневно.

#### Казнь австралийцев
25 марта 1943 года 15 бомбардировщиков ВВС США произвели бомбардировку аэродрома и уничтожили восемь бомбардировщиков и семь истребителей японцев. После этой атаки пять австралийцев, заключённых на острове, были казнены японцами.
В мае 1946 года в Рабауле состоялся суд над японским лейтенантом Хироми Накаямой, его приговорили к смертной казни за участие в казни австралийцев в Науру, 10 августа 1946 года он был повешен.

#### Депортация населения
Японский гарнизон Науру был весьма многочислен для такого относительно небольшого острова. В июне 1943 года на острове находилось 5187 человек (на 2000 больше, чем в 1940 году), из них: 1388 японских военнослужащих (этнических японцев и корейцев), около 400 гражданских лиц, являющихся выходцами с различных островов Тихого океана, и 1848 коренных науруанцев. В конце июня 1943 года на остров прибыла ещё 1 тысяча солдат.
Японские оккупационные власти, опасаясь голода на изолированном острове, приняли решение депортировать с острова всех коренных науруанцев. После того, как последние корабли снабжения покинули остров, японцы созвали собрание и объявили, что собираются депортировать коренных жителей с острова. Науруанцы не были поставлены в известность о пункте назначения (им лишь сообщили, что на острове, куда их отправят, много продовольствия), что усилило беспокойство среди населения. Незадолго до своего отъезда Накаяма передал Детудамо письмо с печатью императора Хирохито, в котором сообщалось, что коренное население находится под его защитой. Позднее японцы использовали этот документ, чтобы обезопасить себя от ответственности.
В ночь на 29 июня 1943 года 600 науруанцев и 7 китайцев были посажены на борт судна Акибасан Мару, которое на следующий день отплыло от острова в сопровождении небольшого военного судна и направилось к базе японских войск на островах Трук.
После этого японцы совершили то, что принято считать военным преступлением в период оккупации Науру: они убили 39 прокажённых, живших в колонии на северо-востоке острова. Больные имели возможность навещать свои семьи. Японцы, опасаясь инфекции, сразу же после высадки изолировали больных и после того, как отправили семьи больных на Трук, загнали прокажённых на рыболовное судно, которое отбуксировали от острова, а затем начали обстреливать это судно из 50-мм орудия и 7,7-мм пулемёта. Находящиеся на судне погибли, а само судно перевернулось и затонуло. Лейтенант Накаяма, который фактически приказал убить больных, позднее доложил командующему гарнизоном Соеде, что прокажённые погибли вследствие тайфуна во время их отправки на Джалуит.
В следующем месяце с острова Банаба, оккупированного японцами, на Науру прибыло 659 человек.
6 августа 1943 года на остров прибыли 1,2 тысячи японских солдат, в тот же день 601 науруанец (в основном, это были женщины и дети, их возглавляли католические священники Алоиз Кайзер и Пьер Кливаз) был выслан с острова.
11 сентября судно, на котором предполагалось депортировать с Науру последних остающихся науруанцев, было затоплено американской подводной лодкой. Это помешало японскому плану выслать коренных островитян с Науру, оставляя на острове только некоренное население, не имевшее прав на земли острова.
В 1943 году на острове было 1200 науруанцев, но они были в меньшинстве по сравнению с проживающими там японцами и банабанцами.

#### Изоляция

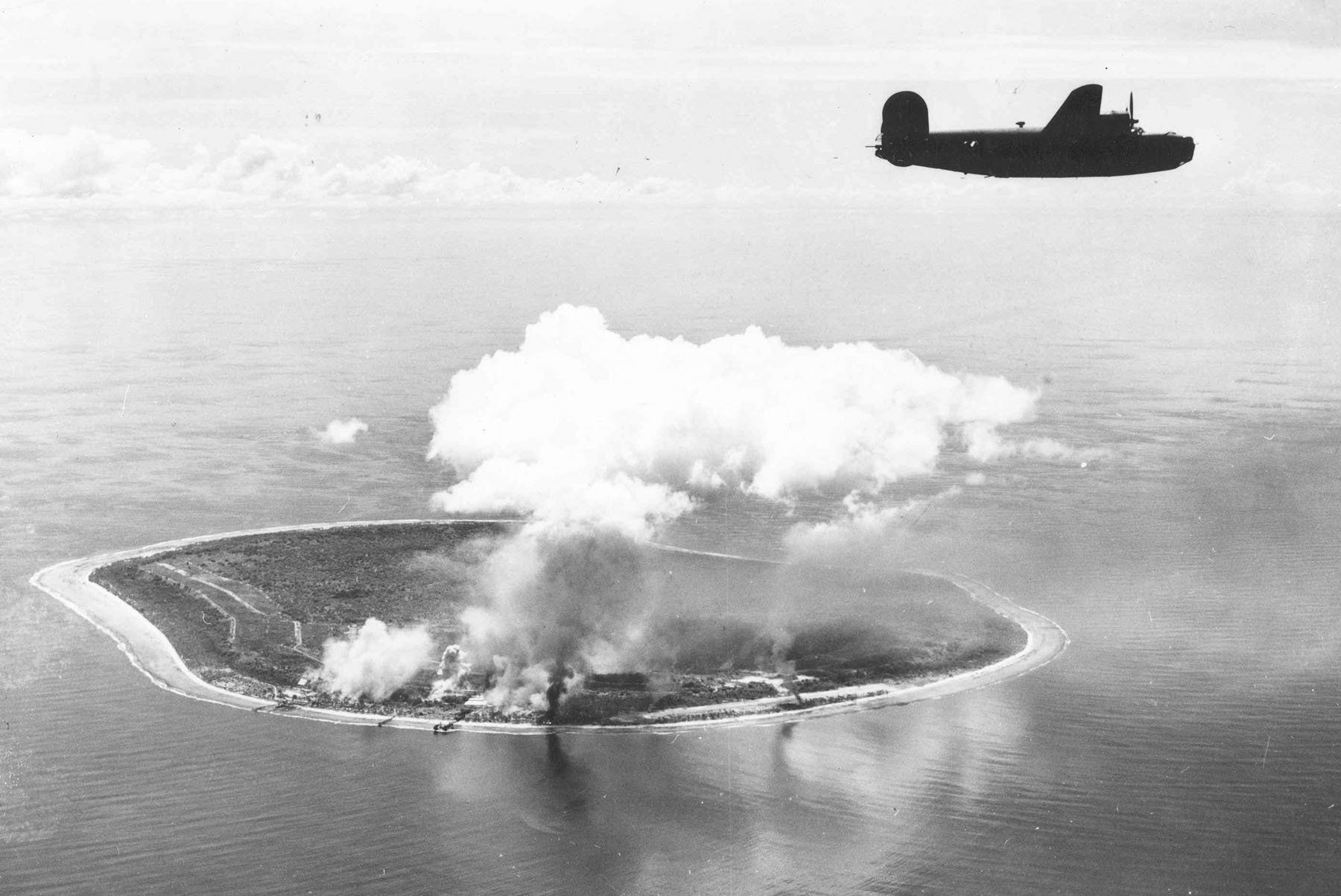
Бомбардировщик B-24 над Науру

Оккупированный остров находился в конце путей снабжения, связывавших острова Тихого океана с Японией. Американское продвижение и активность подводных лодок всё более затрудняли поставки. В сентябре 1943 года грузовой корабль на 6000 тонн, гружённый припасами для японского гарнизона, затонул вблизи острова. Кроме того, на острове началась сильная засуха. В начале января 1944 года всего два японских корабля снабжения подошли в Науру. Последние суда с продовольствием прибыли на Науру в сентябре 1944 года.
Обстановка на острове вынудила его жителей искать альтернативу заморским благам. Главной задачей было преодолеть нехватку продовольствия, особенно риса, продукта потребления японцев.
Одним из способов добычи продуктов питания было земледелие. Вскоре всё свободное пространство острова было засеяно кукурузой, тыквой, баклажанами и картофелем. Чтобы повысить производительность земледелия, посевы удобряли «ночным золотом», которое собирали у населения китайские рабочие. Этот метод оказался эффективным благодаря тропическому климату острова, но вследствие него начала распространяться дизентерия, жертвой которой стали несколько человек. Плантации привлекали множество мух и создавали невыносимый запах. Пальмовое вино, приготовленное путём ферментизации из сока кокосов, было ценной пищевой добавкой, а порой и единственной пищей. Все пальмы были инвентаризированы и распределены среди населения: по три на японца, две на островитянина и одной на китайца. Пальмовый сок настолько часто использовался, что пальмы уже не имели питательных веществ, чтобы выращивать кокосы. Узнав, что плоды каучукового дерева съедобны, японцы запретили жителям острова собирать их и начали употреблять их сами.
Как способ выживания островитяне всё чаще стали использовать рыболовство, охоту и собирательство. Мужчины охотились за чёрными кивками, а женщины собирали морепродукты на рифе. Из кокосового волокна плели верёвки, а с их помощью сооружали дома и каноэ. Листья пандана использовали как ткань.

### 1945 год

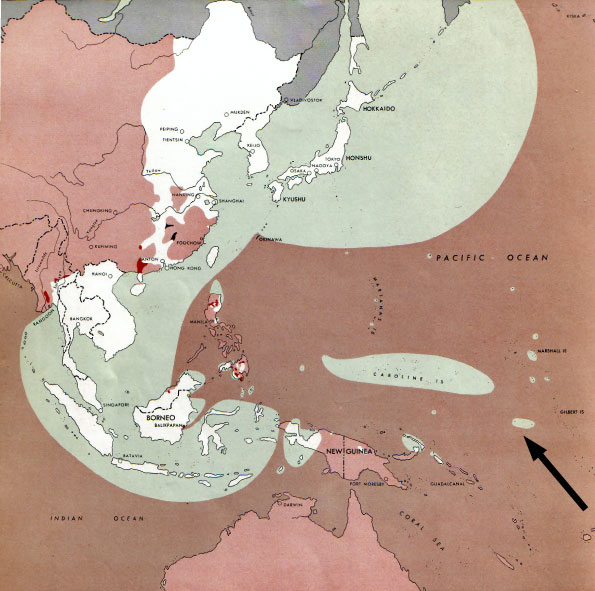
Стрелкой на карте отмечен изолированный остров Науру, всё ещё контролируемый японцами

К январю 1945 года количество авианалётов на Науру уменьшилось, линия фронта на Тихом океане переместилась на запад. В результате бомбардировок около 40 науруанцев были убиты, многие получили ранения. Голод на острове усугублялся болезнями, распространяющимися из-за антисанитарии. Однако условия жизни науруанцев Науру были значительно лучше, чем у островитян, депортированных на Трук.
Депортированных из Науру островитян отправили на острова Тарик, Тол и Фефан и другие острова архипелага Трук. Как и на Науру, они работали на японцев и столкнулись с нехваткой продовольствия. Острова Трук также подвергались бомбардировке и были отрезаны от путей снабжения. Несмотря на все усилия Тимоти Делудамо, отца Кайзера, отца Кливаза и других, условия жизни из-за дефицита медицинских средств и персонала ухудшились, к тому же островитяне считались бесправными. Местные жители неохотно делились продовольствием, а японцы относились к ним хуже, чем к их сородичам на Науру. Островитян отправили на принудительные работы по возведению обороны и выращиванию продуктов питания для японских солдат.
Даже после объявления о капитуляции в Японии 15 августа 1945 года у выходцев из Науру не было выбора, кроме как продолжить работу на японцев в течение нескольких недель. В то время как Детудамо просил союзников о помощи, науруанцы продолжали умирать от болезней, связанных с недоеданием, и от голода. За 6 месяцев погибло около 200 островитян.
В январе 1946 года депортированные островитяне были возвращены в Науру на судне «Триенца». Из 1200 человек, депортированных а 1943 году, осталось менее 800 человек.

## Капитуляция японцев

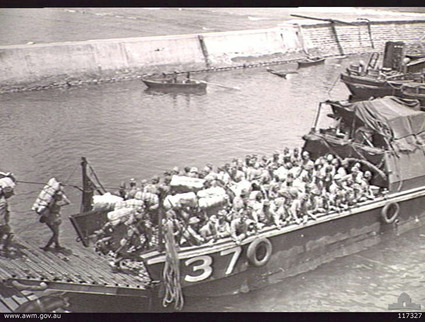
Японские солдаты покидают остров

В то время, как война на Тихом океане уже подходила к концу, союзники ещё не пришли к единому мнению о том, кто должен принять капитуляцию японцев на Науру и соседнем острове Банаба. Оба острова находились в зоне ответственности США, и ранее было решено, что острова освободят американские войска; однако австралийцы и новозеландцы подчеркнули тот факт, что оба острова имеют важное значение для их экономик, и что добыча фосфоритов должна быть возобновлена как можно скорее. Таким образом, было решено, что эта задача ляжет на Королевский австралийский флот, при этом австралийский командующий дважды подпишет документ о капитуляции гарнизона: сначала как представитель Соединенного Королевства, а затем от имени американского главнокомандующего Тихоокеанского флота.
8 сентября австралийские самолёты сбросили листовки с уведомлением о приходе трёх кораблей с дипломатами для наблюдения за процедурой капитуляции. Пять дней спустя, 13 сентября, к острову прибыли австралийские корабли: фрегат «Диамантина» и сопровождавшие его фрегат «Бердекин» и корвет «Гленелг». На борту находились известные деятели колониальной администрации, в том числе Уильям Бот, администратор местного подразделения Британской комиссии по добыче фосфоритов, и Томас Кьюд, шеф полиции Науру. С ними вернулись пять молодых науруанцев, которые провели войну в Австралии, где они получали образование. Когда корабль приблизился к берегу, пассажиры смогли увидеть разрушения, причинённые острову. С помощью сигналов австралийцы договорились с японцами о проведении церемонии капитуляции в 2 часа дня. Австралийский командир, бригадир Дж. Р. Стивенсон в сопровождении П. Фиппса из Королевского военно-морского флота Новой Зеландии и представителей Британской комиссии по добыче фосфоритов, приняли капитуляцию у Хисаюки Соеды, коменданта японского гарнизона Науру. В знак подчинения он передал свою катану Стивенсону. Оружие было помещено на центр стола, после чего документ о сдаче был прочитан на английском и японском языках. Соеда поклонился в знак согласия, подписал документ и быстро покинул корабль, оставив своих офицеров для допроса.
На следующий день на остров высадились 500 австралийских солдат. Их приветствовала ликующая толпа, в то время как японцы были заперты в казармах. В тот день, во время военной церемонии, впервые за три года Юнион Джек был поднят над Науру. Руководители Британской комиссии по добыче фосфоритов обследовали остров, чтобы определить степень военного ущерба для горнодобывающей инфраструктуры, и обнаружили, что завод фосфоритов был полностью разрушен. Однако, они также отметили, что состояние населения было лучше, чем ожидалось на основании показаний двух японцев, которые покинули остров в июне 1945 года.
1 — 3 октября 3745 японцев и корейцев на острове были взяты на борт кораблей союзников, направляющихся на остров Бугенвиль на Соломоновых островах.
| Японские солдаты | Японские и корейские рабочие | Уроженцы тихоокеанских островов | Китайцы | Науруанцы | Всего |
| ---------------- | ---------------------------- | ------------------------------- | ------- | --------- | ----- |
| 2681             | 1054                         | 837                             | 166     | 591       | 5329  |
| Источник :       |                              |                                 |         |           |       |

## После войны

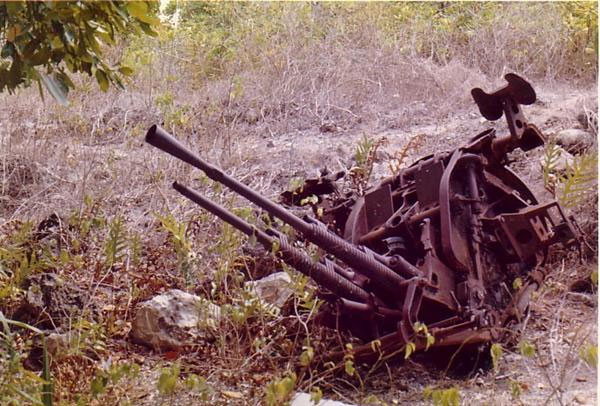
Зенитка, установленная японцами на хребте Комманд-Ридж

После завершения японской оккупации на острове остались пушки и бункеры, размещённые японцами для защиты острова. После войны работники Британской фосфатной компании, восстанавливая добычу фосфоритов, разрушали укрепления острова.
В наши дни Науруанская фосфатная корпорация финансирует строительство на острове музея, посвящённого японской оккупации.